# إدارة سانتا كروز
إدارة سانتا كروز (بالإنجليزية: Santa Cruz Department) هي إدارة في بوليفيا، عاصمتها سانتا كروز دي لا سييرا.

## جغرافيا
تقع الإدارة في جنوب غرب بوليفيا وتتاخم الحدود مع البرازيل وباراغواي
تبلغ مساحتها 370٬621٫0 كيلومتر مربع.

### الموقع
تشترك في الحدود مع:
- محافظة بني
- إدارة كوتشابامبا
- إدارة شوكيساكا

## ديموغرافيا
بلغ عدد سكانها 2٬655٬084 نسمة، في 2012 .

## مدن توأم
المدن التوأم:
- أوكيناوا.

## التقسيمات الإدارية
- Andrés Ibáñez Province [الإنجليزية]‏
- Obispo Santistevan Province [الإنجليزية]‏
- Ñuflo de Chávez Province [الإنجليزية]‏
- Cordillera Province (Bolivia) [الإنجليزية]‏
- Ichilo Province [الإنجليزية]‏
- Chiquitos Province [الإنجليزية]‏
- José Miguel de Velasco Province [الإنجليزية]‏
- Ignacio Warnes Province [الإنجليزية]‏
- Sara Province [الإنجليزية]‏
- Guarayos Province [الإنجليزية]‏
- Germán Busch Province [الإنجليزية]‏
- Florida Province [الإنجليزية]‏
- Vallegrande Province [الإنجليزية]‏
- Manuel María Caballero Province [الإنجليزية]‏
- Ángel Sandoval Province [الإنجليزية]‏.